# Lycaste daniloi
Lycaste daniloi är en orkidéart som beskrevs av Henry Francis Oakeley. Lycaste daniloi ingår i släktet Lycaste och familjen orkidéer.
Artens utbredningsområde är Costa Rica. Inga underarter finns listade i Catalogue of Life.